# Aleksej Dmitrik
Aleksej Vladimirovitsj Dmitrik (Russisch: Алексей Владимирович Дмитрик) (Slantsy, 12 april 1984) is een Russische atleet, die is gespecialiseerd in het hoogspringen.

## Carrière
Dmitrik werd in 2001 wereldkampioen bij de B-junioren in Debrecen bij het hoogspringen. Bij zijn internationale seniorendebuut, op de Europese indoorkampioenschappen van 2007 in Birmingham, strandde de Rus in de kwalificaties. Twee jaar later veroverde hij op de EK indoor in Turijn de zilveren medaille, ex aequo met de Cyprioot Kyriakos Ioannou, achter zijn landgenoot Ivan Oechov.
Op de Europese kampioenschappen van 2010 in Barcelona eindigde Dmitrik op de zevende plaats. Het jaar erop nam de Rus deel aan de wereldkampioenschappen in Daegu. Op dit toernooi sleepte hij de zilveren medaille in de wacht bij het hoogspringen; hij haalde dezelfde hoogte als winnaar Jesse Williams, maar had daar meer sprongen voor nodig.

## Titels
- Russisch kampioen hoogspringen - 2011
- Wereldkampioen B-junioren hoogspringen - 2001

## Persoonlijke records
Outdoor
| Onderdeel    | Prestatie | Datum        | Plaats      |
| ------------ | --------- | ------------ | ----------- |
| hoogspringen | 2,36 m    | 23 juli 2011 | Tsjeboksary |

Indoor
| Onderdeel    | Prestatie | Datum           | Plaats   |
| ------------ | --------- | --------------- | -------- |
| hoogspringen | 2,40 m    | 8 februari 2014 | Arnstadt |

## Palmares

### hoogspringen
Kampioenschappen
- 2001:  WK B-junioren - 2,23 m
- 2002: 14e WJK - 2,05 m
- 2007: 20e EK indoor - 2,18 m
- 2009:  EK indoor - 2,29 m
- 2010: 7e EK - 2,26 m
- 2011:  WK - 2,35 m
- 2013:  EK indoor - 2,33 m
- 2013: 14e in ½ fin. WK - 2,17 m

Diamond League zeges
- 2011: Meeting Areva - 2,32 m